# Lijst van musea op Aruba

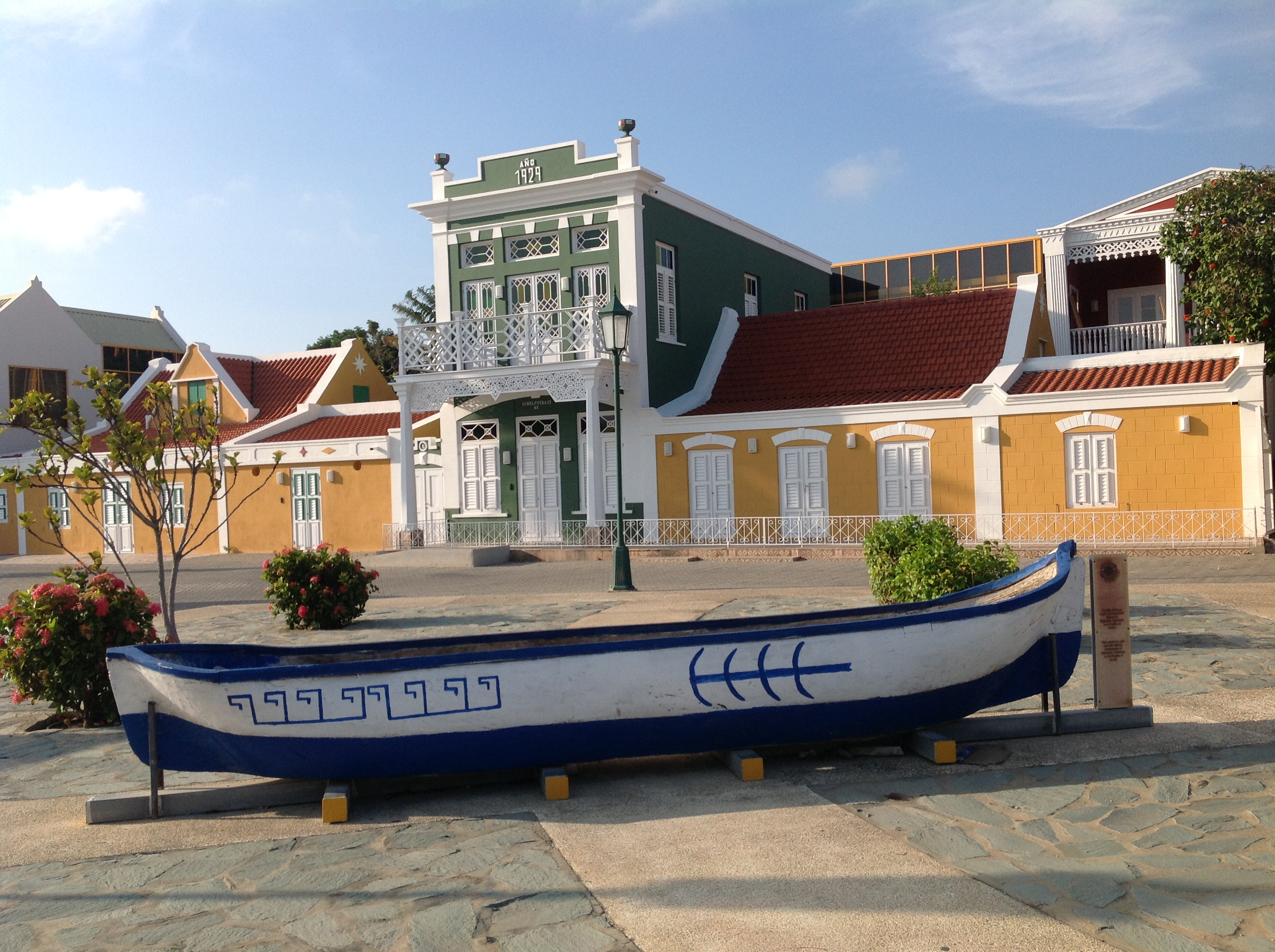
Nationaal Archeologisch Museum

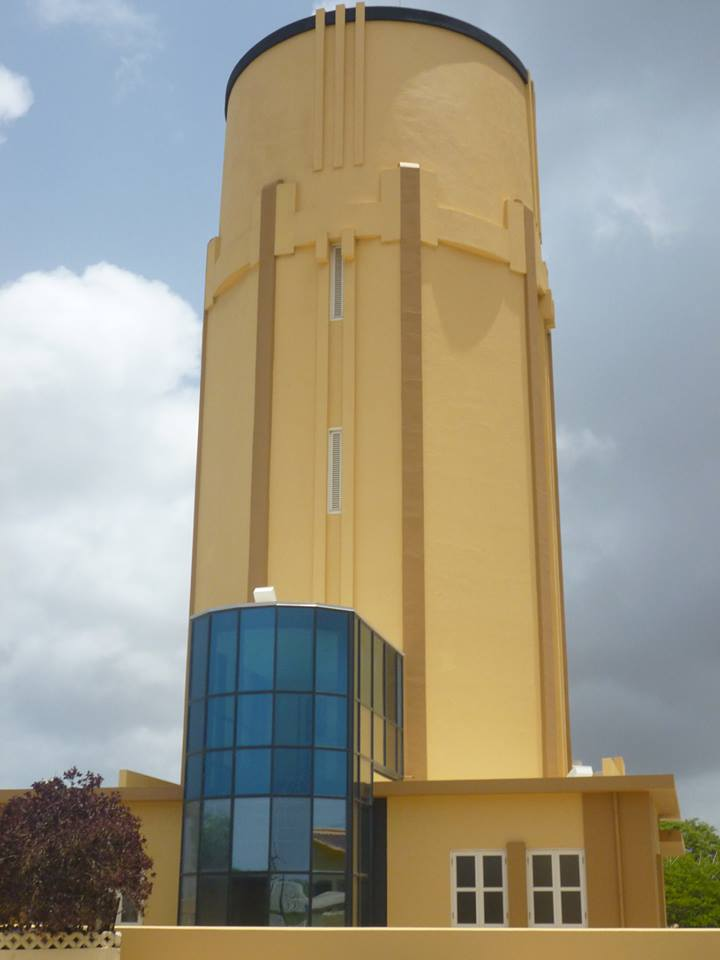
Industriemuseum

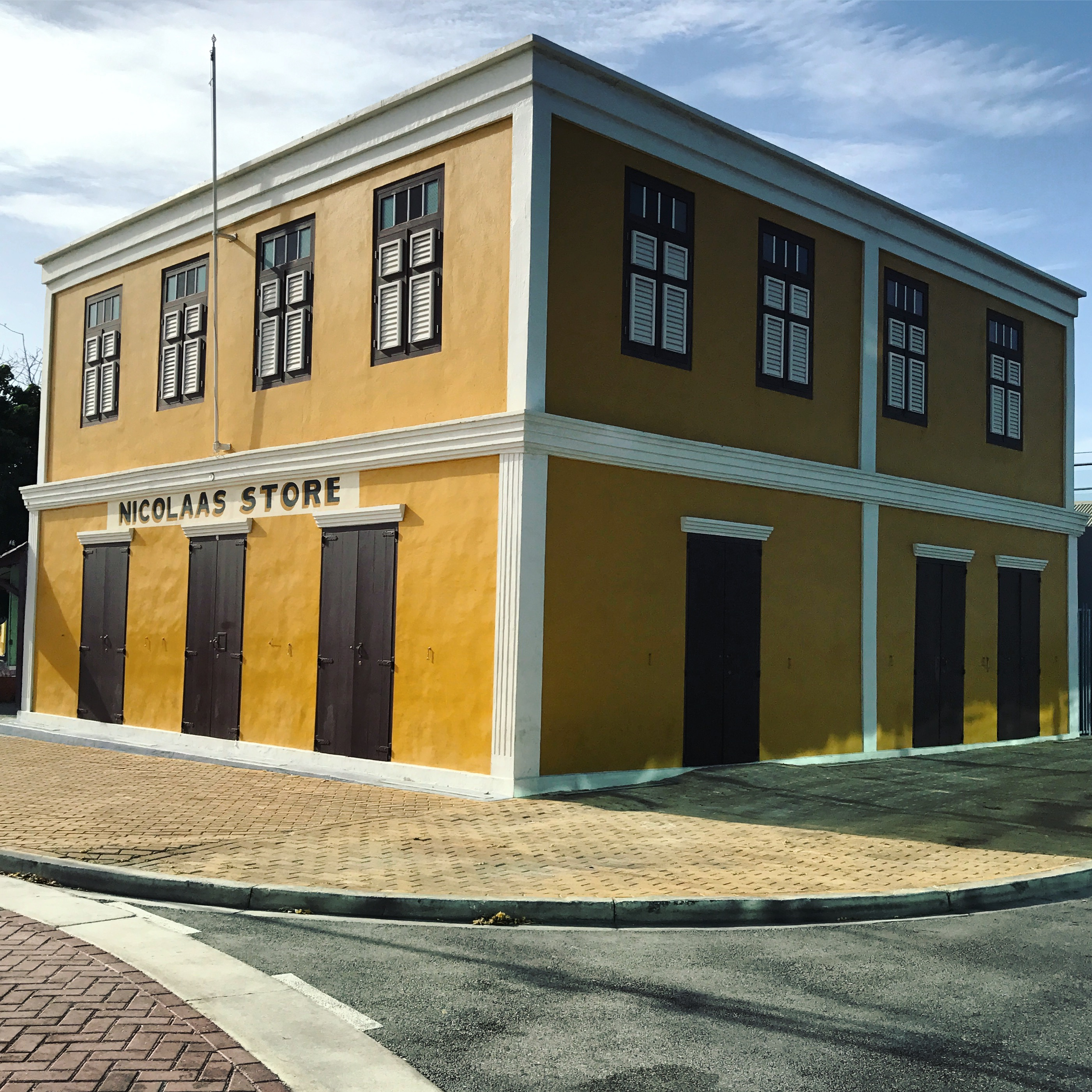
Gemeentemuseum

Dit is een lijst van musea op Aruba.

## Oranjestad
- Fort Zoutman Historisch Museum
- Aruba Aloe-museum
- Nationaal Archeologisch Museum
- A. van den Doel Bijbelmuseum
- Museum van Oudheden (pre-ceramische tijd tot de 20e eeuw)

## San Nicolas
- Carnavalmuseum
- Gemeenschapsmuseum San Nicolas (San Nicolas Community Museum)
- Industriemuseum (Museum of Industry)
- Modeltreinenmuseum (Model Trains Museum)

## Noord
- Etnia Nativa